# Мостиська (гміна)
Ґміна Мосьціска (пол. Gmina Mościska) — колишня (1934—1939 рр.) сільська ґміна Мостиського повіту Львівського воєводства Польської республіки (1918—1939) рр. Центром ґміни було місто Мостиська.

1 серпня 1934 р. було створено ґміну Підгородище в Мостиському повіті. До неї увійшли сільські громади: Чишкі, Годинє, Конюшкі Нановскє, Крисовіце, Ляцка Воля, Ляшкі Ґосьцінцове, Пакосць, Подґаць, Руднікі, Руствечко, Жадковіце, Стшельчиска, Сулковщизна, Тщенєц, Закосьцєлє, Завада.